# Саванная древесница
Саванная древесница (лат. Leptopelis viridis) — вид бесхвостых земноводных семейства пискуньи. Широко распространен в зоне саванн Западной и Центральной Африки между Сенегалом и Гамбией до северо-востока Демократической Республики Конго (Национальный парк Гарамба).

## Распространение
По данным Международного союза охраны природы (МСОП), Leptopelis viridis зарегистрирован в следующих странах (перечислены с запада на восток): Сенегал, Гамбия, Гвинея-Бисау, Гвинея, Сьерра-Леоне, Либерия, Кот-д’Ивуар, Буркина-Фасо, Гана, Того, Бенин, Нигер, Нигерия, Камерун и Демократическая Республика Конго. Кроме того, предполагается, что он обитает в Мали, Чаде, Центральноафриканской Республике, Судане и Южном Судане.

## Внешний вид и строение
Длина самцов от рыла до анального отверстия составляет 33-35 мм (30-36 мм по данным Рёделя), а самок — 42-48 мм. Спина гладкая и коричневая с более темным рисунком, обычно состоящим из затылочной перекладины и дорсальной отметины в форме буквы «n». Также был сфотографирован зеленый экземпляр без темной боковой полосы. Это говорит о том, что у этого вида может присутствовать зеленая форма. Действительно, видовое название viridis предполагает, что типовой экземпляр был зеленым при жизни. У самцов темное, почти совершенно черное горло. На передних лапах нет перепонок, а на задних лапах перепонки редуцированы.

## Среда обитания и охрана
Обитает в сухих и влажных лесах саванны, кустарниках и лугах. Этот вид переносит изменение среды обитания. Размножение происходит во временных прудах саванны; яйца, однако, откладываются не в воду, а в норки на земле, около воды.
Саванная древесница очень распространенный вид, который встречается во многих охраняемых зонах. Он легко адаптируется, и для него нет существенных угроз.